# Karpîlivka, Radîvîliv
Karpîlivka (în ucraineană Карпилівка) este un sat în comuna Sîtne din raionul Radîvîliv, regiunea Rivne, Ucraina.

## Demografie
Componența lingvistică a localității Karpîlivka
     Ucraineană (100%)
Conform recensământului din 2001, toată populația localității Karpîlivka era vorbitoare de ucraineană (100%).